# 光明镇 (将乐县)
光明镇，原为光明乡，是中国福建省三明市将乐县下辖的一个乡。2018年撤乡设镇。区划代码改为350428106。

## 行政区划
光明镇共辖11个行政村，分别是：
光明村、永吉村、各布村、渠许村、界源村、曹地村、台上村、际下村、禊俚村、山头村、上地村和界口良种场。